# Edward Parenti
Edward Parenti –conocido como Eddie Parent– (Montreal, 26 de junio de 1971) es un deportista canadiense que compitió en natación. Ganó tres medallas en el Campeonato Pan-Pacífico de Natación entre los años 1989 y 1997.

## Palmarés internacional
| Campeonato Pan-Pacífico | Campeonato Pan-Pacífico | Campeonato Pan-Pacífico | Campeonato Pan-Pacífico |
| Año                     | Lugar                   | Medalla                 | Prueba                  |
| ----------------------- | ----------------------- | ----------------------- | ----------------------- |
| 1989                    | Tokio (Japón)           | Medalla de plata        | 4 × 200 m libre         |
| 1991                    | Edmonton (Canadá)       | Medalla de bronce       | 4 × 200 m libre         |
| 1997                    | Fukuoka (Japón)         | Medalla de bronce       | 4 × 100 m estilos       |